# Experimento de Stern-Gerlach
O experimento de Stern-Gerlach foi uma experiência científica realizada em 1922 pelos físicos alemães Otto Stern e Walther Gerlach cujo resultado foi constatar que o momento angular de um átomo é quantizado.

## Teoria básica e descrição

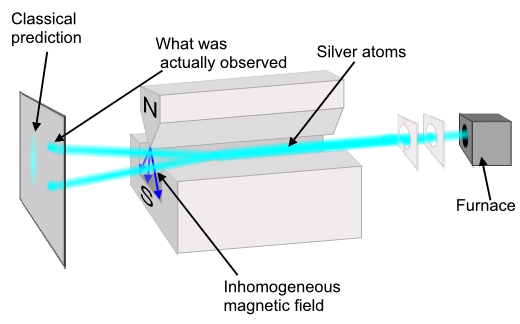
Elementos básicos do experimento de Stern–Gerlach.

Otto Stern e Walther Gerlach planejaram um experimento para determinar se partículas tem algum momento angular intrínseco. Em um sistema clássico, como a Terra orbitando o Sol, a Terra tem momento angular de sua órbita em torno do sol e da rotação em torno de seu eixo. O experimento procurou determinar se partículas individuais, como elétrons, tem algum momento angular de spin. Se o elétron é tratado como um dipolo clássico com duas metades de carga girando rapidamente, ele começará a precessar em torno de um campo magnético, por causa do torque que o campo exerce sobre o dipolo.
Se a partícula viaja em um campo homogêneo, a força exercida em direções opostas do dipolo se cancelam e o movimento da partícula é inalterado. Se o experimento é conduzido usando elétrons, um campo elétrico de magnitude apropriada e orientado transverso ao caminho da partícula carregada é usado para compensar a tendência de qualquer partícula carregada entrar em movimento circular em seu caminho através de um campo magnético, e o fato de que elétrons são carregados pode ser ignorado. O experimento de Stern-Gerlach pode ser conduzido usando partículas neutras e a mesma conclusão é obtida, uma vez que foi designado para testar momento angular, e não fenômenos eletrostáticos.
Se a partícula viaja através de um campo não homogêneo, então a força em um dipolo será ligeiramente maior que a força oposta no outro extremo. Isso faz com que a partícula seja deflexionada no campo magnético não homogêneo. A direção na qual as partículas são deflexionadas é tipicamente chamada de direção "z".
Se as partículas são clássicas então a distribuição de seus vetores de spin para ser verdadeiramente aleatórios, cada partícula deve ser deflexionada por uma quantidade diferente, produzindo uma distribuição uniforme na tela do detector. As partículas que passam através do dispositivo são deflexionadas acima ou para baixo por uma quantidade específica. Isto significa que o momento angular da rotação é quantizado, isto é somente pode apresentar valores discretos.
Com isto, observaram-se dois valores possíveis, um para cima e outro para baixo, ao longo somente do eixo z. Contudo, ao calcular o momento angular de orbita (L) considerando a multiplicidade igual á dois, conforme o experimento, observa-se um valor de L=1/2.
{\displaystyle Multiplicidade=2L+1}
{\displaystyle 2=2L+1}
{\displaystyle L=1/2}
Porém, os valores do número quântico "L" são somente números inteiros (1,2,3...n), logo, o momento cujo se esta falando não é um momento angular conhecido, mas um diferente, associado ao movimento intrínseco do elétron que foi chamado de momento angular de spin. Assim, associou-se a letra “S” ao novo número quântico cujo ao realizar os mesmo cálculos acima, substituindo “L” por “S”, obtém S =1/2 e, logo, o ms (número quântico magnético de spin) pode ser +1/2 ou -1/2.
Desta forma, elétrons são partículas de spin-½. Eles tem apenas duas possibilidades de valores de spin, chamado spin-up (ms = +1/2) e spin-down (ms = -1/2). O valor exato de seu spin é +ħ/2 ou -ħ/2. Se estes valores crescem como resultado da rotação das partículas como um planeta gira, então as partículas individuais deve girar extremamente rápido. A velocidade de rotação deve exceder a velocidade da luz, o que é impossível. Então, o momento angular de spin não tem nada a ver com a rotação; é um fenômeno puramente quântico. Esse é o motivo pelo qual às vezes é conhecido como momento angular intrínseco.
Vale ressaltar, que apesar de este não ser o momento angular clássico conhecido, ele se comporta de maneira equivalente á este, tendo autovalores semelhantes e comutando da mesma forma.
Para elétrons, duas possibilidades de valores de spin existem, assim como para prótons e nêutrons, que são partículas compostas de 3 quarks cada e que são partículas de spin-½. Outras partículas podem ter diferentes números de possibilidades. bárions delta (Δ++, Δ+, Δ0, Δ−),por exemplo, são partículas de spin -3/2 e têm quatro possíveis valores para o momento angular de spin. Mésons, fótons, Bósons W e Z e glúons são partículas de spin -1 e têm três possíveis valores para o momento angular de spin.
Para descrever matematicamente o experimento com partículas de spin -1/2 é mais fácil usar a notação bra-ket de Dirac. Enquanto as partículas passam através do dispositivo de Stern-Gerlach, elas são observadas. O ato de observação na mecânica quântica é equivalente à medição. O dispositivo de observação é um detector e neste caso podem ser observados um dos dois valores possíveis, spin-up ou spin-down. Eles são descritos pelo número j, e a medição corresponde ao operador Jz. Em termos matemáticos,
{\displaystyle |\psi \rangle =c_{1}\left|\psi _{j=+{\frac {\hbar }{2}}}\right\rangle +c_{2}\left|\psi _{j=-{\frac {\hbar }{2}}}\right\rangle }
As constantes c1 e c2 são números complexos. A raiz quadrada de seus valores absolutos determina a probabilidade do estado |ψ> ser encontrado com um dos dois valores possíveis para j. A constante também precisa ser normalizada para que a probabilidade de encontrar a função de onda em um de seus estados seja unitária. Aqui nós sabemos que a probabilidade de encontrar a partícula em cada estado é 0,5. Consequentemente nós também sabemos que os valores das constantes são
{\displaystyle c_{1}=\textstyle {\frac {1}{\sqrt {2}}}}
{\displaystyle c_{2}=\textstyle {\frac {1}{\sqrt {2}}}}

## Experimentos sequenciais
Se combinarmos alguns aparatos de  Stern-Gerlach, podemos claramente ver que eles não agem como simples seletores, mas alteram os estados observados (como na polarização da luz), de acordo com as leis da mecânica quântica:

## Histórico

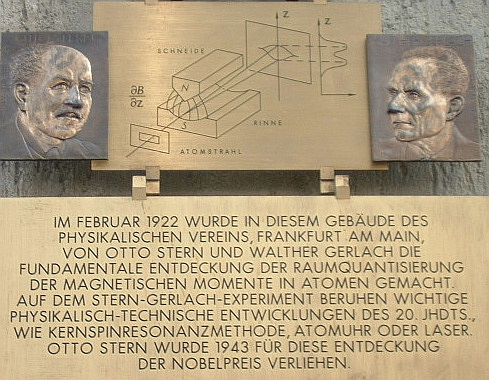
Uma placa em comemoração ao experimento, localizada no instituto de Frankfurt.

A experiência de Stern-Gerlach foi realizada em Frankfurt, Alemanha em 1922 por Otto Stern e Walther Gerlach. Nesse época Stern era um assistente de Max Born no Instituto de Física Teórica da Universidade de Frankfurt, e Gerlach eram um assistente da mesma Universidade no Instituto de Física Experimental.
Na época da experiência, o modelo que prevalecia para descrever o átomo era o modelo de Bohr, que descrevia elétrons circundando um núcleo carregado positivamente somente em determinadas órbitas ou níveis de energia atômicos discretos. Desde que o elétron foi quantizado, podendo estar somente em determinadas posições no espaço, a separação em órbitas distintas foi chamada de quantização espacial.

## Impacto
A experiência de Stern-Gerlach teve um dos maiores impactos na física moderna:
- Na década que seguiu, cientistas mostraram, usando técnicas similares, que o núcleo de alguns átomos tem também o momentum angular quantizado. Isto é, a interação com o spin do elétron que é responsável pela estrutura hiperfina das linhas espectroscópicas.
- Nos anos 30, usando uma versão prolongada do instrumento de S-G, Isidor Rabi e colegas mostraram que usando um campo magnético variável, podemos forçar o momentum magnético para ir de um estado ao outro. Uma série de experiências culminou em 1937 na descoberta que as transições do estado poderiam ser induzidas usando campos variáveis no tempo ou campos de RF. A assim chamada Oscilação de Rabi é o mecanismo de trabalho para a Ressonância Magnética por Imagem, equipamento encontrado em hospitais.
- Mais tarde Norman F. Ramsey modificou o instrumento de Rabi para aumentar o tempo da interação com o campo. A extrema sensibilidade devido à freqüência da radiação faz com que isso seja muito útil para manter o tempo exato, e é ainda usada hoje em relógios atômicos.
- No início dos anos 60, Ramsey e Daniel Kleppner usaram um sistema de Stern-Gerlach para produzir um feixe de hidrogênio polarizado como fonte da energia para o maser de hidrogênio, que é um dos mais populares relógios atômicos.
- A observação direta do spin é a prova mais direta da quantização na mecânica quântica.